# 카바타피
카바타피(이탈리아어: cavatappi, 단수: cavatappo 카바타포[*])는 이탈리아의 파스타이다. 나선형의 튜브 모양으로 된 마카로니이다. 아모로시(이탈리아어: amorosi, 단수: amoroso 아모로소[*]), 스피랄리(이탈리아어: spirali, 단수: spirale 스피랄레[*]), 수키에티(이탈리아어: succhietti, 단수: succhietto 수키에토[*]) 등으로도 불리며, 미국에서는 토르틸리오니(이탈리아어: tortiglioni, 단수: tortiglione 토르틸리오네[*])로도 알려져 있다. 미국 구어체에서는 카바타피를 scoobi doo로 부른다. 파스타 바깥 쪽에 줄이나 파인 흔적(rigati)이 종종 나타난다. "카바타피"는 바릴라의 상품명 첼렌타니(이탈리아어: cellentani, 단수: cellentane 첼렌타네[*])를 피하기 위해 도입된 일반명사이다. 카바타피의 어원은 cava tappi로서 빙빙 도는 나선 모양을 뜻한다.

## 사진

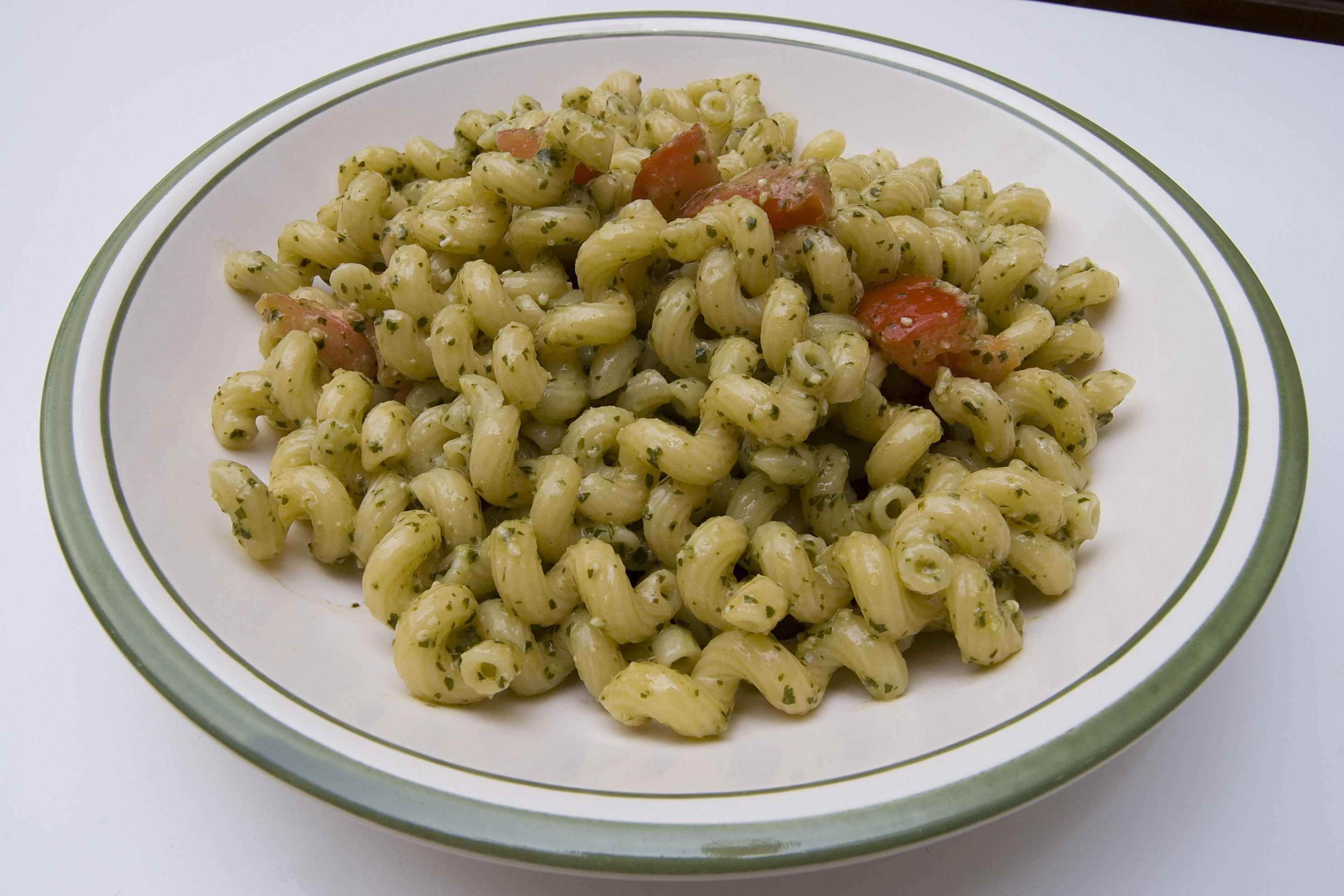
페스토  소스와 함께 곁들인 카바타피
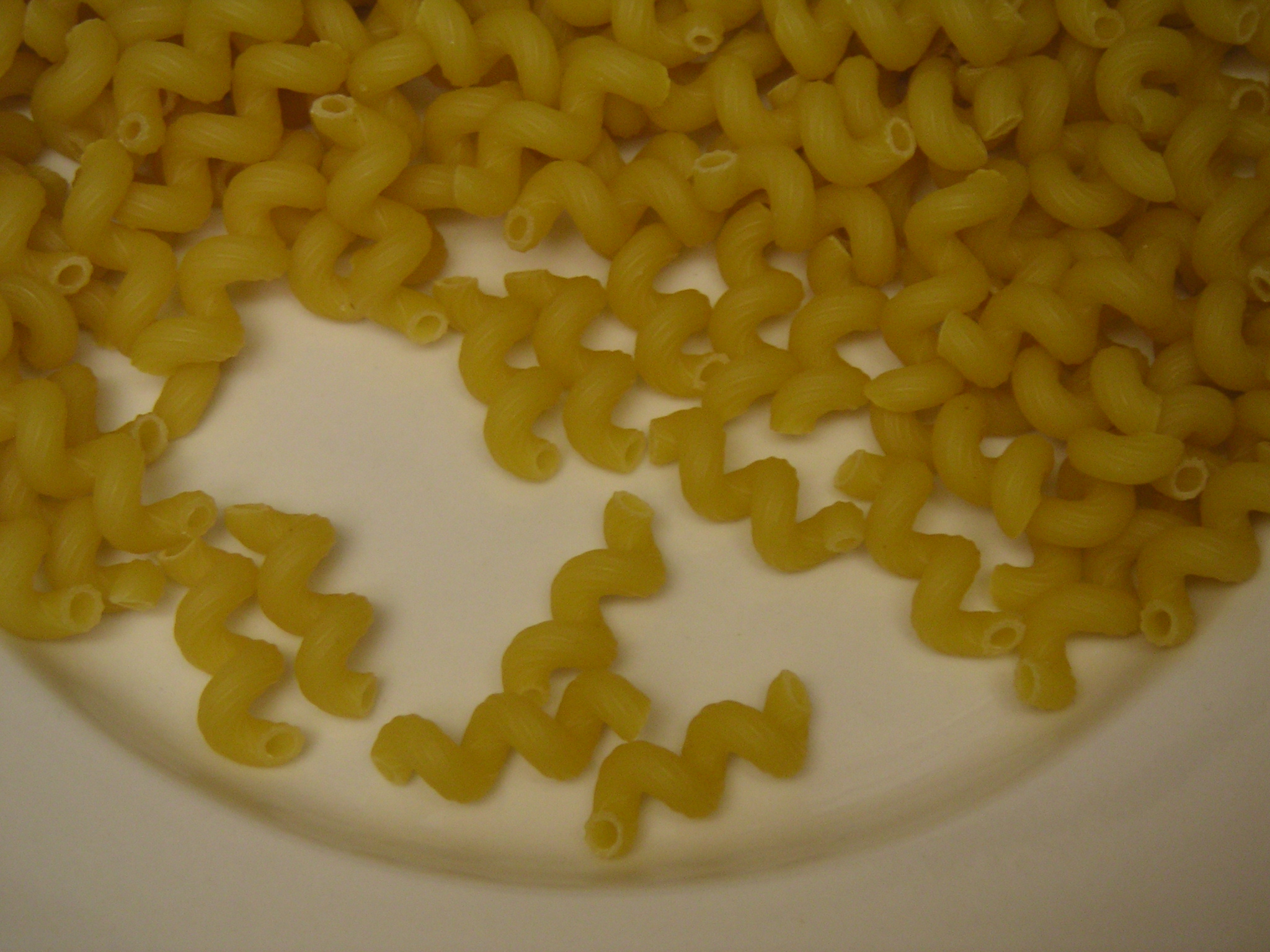
카바타피